# René Roord
René Roord (* 15. května 1964, okres Berghuizen, Nizozemsko) je bývalý nizozemský fotbalový záložník a mládežnický reprezentant. Od roku 2007 působil i jako trenér. Se svým mladším bratrem Hansem Roordem pracoval i v rodinné pojišťovací firmě Roord Assurantie BV, kterou založil jeho otec.

## Klubová kariéra
V Nizozemsku hrál v mládí dle přání otce za amatérský klub Quick'20 z Oldenzaalu, zatímco jeho spolužáci hráli za FC Berghuizen. Poté přestoupil do FC Twente. Zde debutoval v profesionální kopané a hrál až do konce sezóny 1986/87, kdy ve věku 23 let skončil s profesionálním fotbalem (ke konci kariéry trpěl na následky zranění – zlomenina lýtkové kosti a přetržené vazy v kotníku). Následně hrál od roku 1988 opět na amatérské úrovni v Quick'20, kde zažil v roce 1990 postup do Hoofdklasse.

## Reprezentační kariéra
Zúčastnil se Mistrovství světa hráčů do 20 let 1983 v Mexiku, kde byli mladí Nizozemci vyřazeni ve čtvrtfinále svými vrstevníky z Argentiny (prohra 1:2).